# Cressier (Neuchâtel)
Cressier (hist. Grissach) – miejscowość i gmina w zachodniej Szwajcarii, w kantonie Neuchâtel. Leży pomiędzy jeziorami Bielersee oraz Lac de Neuchâtel.

## Demografia
W Cressier mieszka 1 888 osób. W 2021 roku 28% populacji gminy stanowiły osoby urodzone poza Szwajcarią. 

## Transport
Przez teren gminy przebiegają autostrada A5 oraz droga główna nr 5.